# Oli de Lorenzo
L'oli de Lorenzo és una mescla de quatre parts de trioleato de glicerol (trioleína) amb una part de trierucato de glicerol, és a dir, els triacilglicerols dels àcids oleic i erúcico. S'utilitza com un mètode preventiu per al tractament de la adrenoleucodistrofia o ALD. Aquesta mescla d'olis va ser desenvolupada després d'una llarga cerca per Augusto i Michaela Odone, després que al seu fill Lorenzo se li va diagnosticar aquesta malaltia infreqüent en 1984, quan Lorenzo tenia 5 anys.
El senyor Odone va aconseguir per a aquest oli la patent de la United States Patent and Trademark Office (PTO or USPTO) amb el número U.S. Patent No. 5,331,009.
Els guanys rebuts van directament a la fundació Projecte Mielina (The Mielin Project) que continua la cerca d'una cura per a malalties relacionades amb la pèrdua de mielina. Aquesta organització sense ànim de lucre va ser fundada per la família Odone. El tractament i el seu oli van guanyar publicitat a partir de la pel·lícula de 1992 Lorenzo's Oil. Lorenzo Odone va morir el 30 de maig de 2008 a causa d'una pneumònia per aspiració.
El cost d'un mes de tractament amb aquest oli és força alt, al voltant de 440 dòlars. La majoria de les asseguradores nord-americanes no ho cobreixen per ser un tractament «experimental», d'acord amb l'Administració d'Aliments i Medicaments.

## Com actua
Aquesta mescla d'àcids grassos redueix els nivells d'àcids grassos de cadena molt llarga, que són la causa principal de adrenoleucodistrofia. Aquesta és conseqüència de la inhibició de l'enzim que degrada els àcids grassos d'una cadena molt llarga en el peroxisoma, la VLC-acil-CoA sintasa, o bé perquè hi ha una sobreproducció d'àcids grassos de cadena curta en els microsomes.
L'oli de Lorenzo està compost d'àcid oleic (abundant en l'oli d'oliva) i àcid erúcico (que abunda en l'oli de colza o nabina), en forma de trioleato de glicerol i trierucato de glicerol en una proporció 4:1. Aquest oli, d'acord als seus creadors, actua sobre les malalties adrenoleucodistrofia i adrenomieloneuropatía (aquesta és la forma adulta de la adrenoleucodistrofia).
L'oli de Lorenzo aporta 8kcal/ml. Es recomana que suposi, com a mínim, un 20% de l'energia total de la dieta, encara que s'ha de repartir la dosi en 3 cops per evitar efectes adversos com la diarrea. A més, s'ha d'evitar la seva cocció a causa que és inestable a la calor. El seu ús excessiu pot implicar lipidosis en el cor. No es recomana el seu ús en menors de 26 anys.

## Recerques
En el New England Journal of Medicine es va reportar que en proves fetes amb diversos individus que sofrien de adrenomieloneuropatía no van trobar evidències «satisfactòries».
No obstant això, en el treball de Moser i col·legues (entre ells el propi Odone) es recull que entre 89 nens diagnosticats de ALD-X que eren asintomáticos i que van començar a prendre l'oli de Lorenzo, tan sols un 24 % dels casos van acabar desenvolupant anomalies recollides en ressonància magnètica i un 11 % anomalies de neuroimagen i neurològiques, amb control de la deterioració en la resta dels nens (76 i 89%, respectivament).